# Kantarion
Kantarion (gorač, rupičasta pljuskavica, kantarijon, Gospina trava, Bogorodična trava, gospino zelje, sentjanzovka, sentjanzevka) ili lat. Hypericum perforatum je višegodišnja zeljasta biljka iz istoimene porodice goračevke (kantarionovke; Hypericaceae).

## Opis
Kantarion je višegodišnja zeljasta biljka s razgranatim korijenom. Stabljika je uspravna, gola, visine od 20 do 100 cm. Cvjetovi su žuti. Cvjeta od svibnja do rujna.
Biljka treba zemljišta srednje bogata hranjivim tvarima te umjereno topla i umjereno svijetla staništa.

## Sastav
Biljka sadrži hipericin, pseudohipericin, izohipericin (u cvatima), hiperozid, kvercetin, rutin, kvercitrin, biapigenin, amentoflavon, katehin, epikatehin, klorogensku kiselinu, hiperflorin, karotenoid, sterol, leukoantocijan i eterično ulje.Sadrži oko 55 mg % vitamina C te oko 55 mg % karotina, kao i do 10 % taninskih tvari.
Od makroelemenata u nadzemnim dijelovima su nađeni (mg/g) kalij (16,80), kalcij (7,30), magnezij (2,20) i željezo (0,11). Također prisutni su i mikroelementi (mkg/g): mangan (0,25), bakar (0,34), cink (0,71), kobalt (0,21), molibden (5,60), krom (0,01), aluminij (0,02), selen (5,00), nikl i stroncij (po 0,18 svaki), kadmij (7,20), olovo (0,08) i bor (40,40).

## Uporaba
Kantarion se rabi kao antidepresiv, sedativ i kao antibiotik. Može se rabiti i za vanjsku uporabu. Aktivna supstanca je hiperflorin. Ekstrakt kantariona povisuje koncentraciju neurotransmitera serotonina i noradrenalina na sinapsama. Kantarionovo ulje (Oleum hyperici) je naširoko poznato i koristi se za ublažavanje i liječenje opeklina. Dobiva se maceracijom svježih cvjetova kantariona maslinovim uljem.
Antidepresivno djelovanje je poznavao već u srednjem vijeku Paracelsus, a školska medicina ga je 1970-ih godina potvrdila. Kaže se da kantarion koji cvjeta usred ljeta skuplja sunčeve zrake da bi ih ljudima dao za vrijeme tamnih mjeseci.
Može se koristiti i kao začin, posebno za jela od slatkovodne ribe.

## Uzgoj
Potražnju za proizvodnju različitih proizvoda na temelju gospine trave nije moguće zadovoljiti samo kroz prikupljanje divljih biljaka. Zato se uzgajaju prikladne sorte u poljskim uvjetima. Kantarion je jedna od najvažnijih ljekovitih biljaka koja se uzgajaju u Njemačkoj. 1999. g. gospina trava je uzgajana na 630 hektara u Njemačkoj, u Austriji se uzgajala 1999. g. na do 240 hektara. Biljke se uzgajaju i u Rusiji,Poljskoj i Južnoj Americi.
Uzgaja se na neplodnom tlu. Sjeme se sije u proljeće ili jesen.

## Podvrste
- Hypericum perforatum subsp. chinense N.Robson
- Hypericum perforatum var. latifolium Gaudin; status nije riješen
- Hypericum perforatum subsp. latifolium (Gaudin) A.Fröhl.; status nije riješen
- Hypericum perforatum subsp. songaricum (Ledeb. ex Rchb.) N.Robson
- Hypericum perforatum subsp. veronense (Schrank) H.Lindb.

## Sinonimi:
- Hypericum perforatum var. albiflorum Choisy
- Hypericum perforatum var. alpinum Parl.
- Hypericum perforatum var. angustifolium Borkh.
- Hypericum perforatum var. angustifolium DC.
- Hypericum perforatum var. anomalum Frid.
- Hypericum perforatum f. brevispathum A.Fröhl.
- Hypericum perforatum var. collinum Woronow
- Hypericum perforatum var. confertiflorum Debeaux
- Hypericum perforatum var. decompositum Nyár.
- Hypericum perforatum var. elatum Choisy
- Hypericum perforatum var. ellipticum Freyn
- Hypericum perforatum var. gracile Gruner
- Hypericum perforatum var. latiglandulosum Choisy
- Hypericum perforatum f. lineolatum (Jord.) A.Fröhl.
- Hypericum perforatum var. lineolatum (Jord.) Hayek
- Hypericum perforatum var. longiccapsula Jordanov & Kouharov
- Hypericum perforatum f. lucidum A.Fröhl.
- Hypericum perforatum var. microphyllum DC.
- Hypericum perforatum f. microphyllum (DC.) Fiori
- Hypericum perforatum var. moesicum Velen.
- Hypericum perforatum var. nanum Gaudin
- Hypericum perforatum var. petiolatum Peterm.
- Hypericum perforatum var. punctatum Choisy
- Hypericum perforatum var. semihumifusum Nyár.
- Hypericum perforatum var. songaricum (Ledeb. ex Rchb.) K.Koch
- Hypericum perforatum var. stenophyllum (Opiz) Wimm. & Grab.
- Hypericum perforatum var. veronense (Schrank) Ces.
- Hypericum perforatum subsp. veronense Froehl.

## Galerija
- Hypericum perforatum
- Hypericum perforatum
- kantarionovo ulje

## Vanjske poveznice

### Sestrinski projekti
|  | Zajednički poslužitelj ima još gradiva o temi Kantarion |

### Mrežna sjedišta
- Prirodno liječenje.net Gospina trava (Hypericum perforatum)  Arhivirana inačica izvorne stranice od 13. travnja 2015. (Wayback Machine)
- Vaše zdravlje.com – dr. sc. Stribor Marković: »Gospina trava – nježna ruka fitoterapije«